# شهرستان سرپی (نبراسکا)
شهرستان سرپی، نبراسکا (به انگلیسی: Sarpy County, Nebraska) یک سکونتگاه مسکونی در ایالات متحده آمریکا است که در نبراسکا واقع شده‌است.

## خصوصیات
شهرستان سرپی ۶۳۹٫۷۳ کیلومترمربع مساحت دارد.